# トラファルガー岬

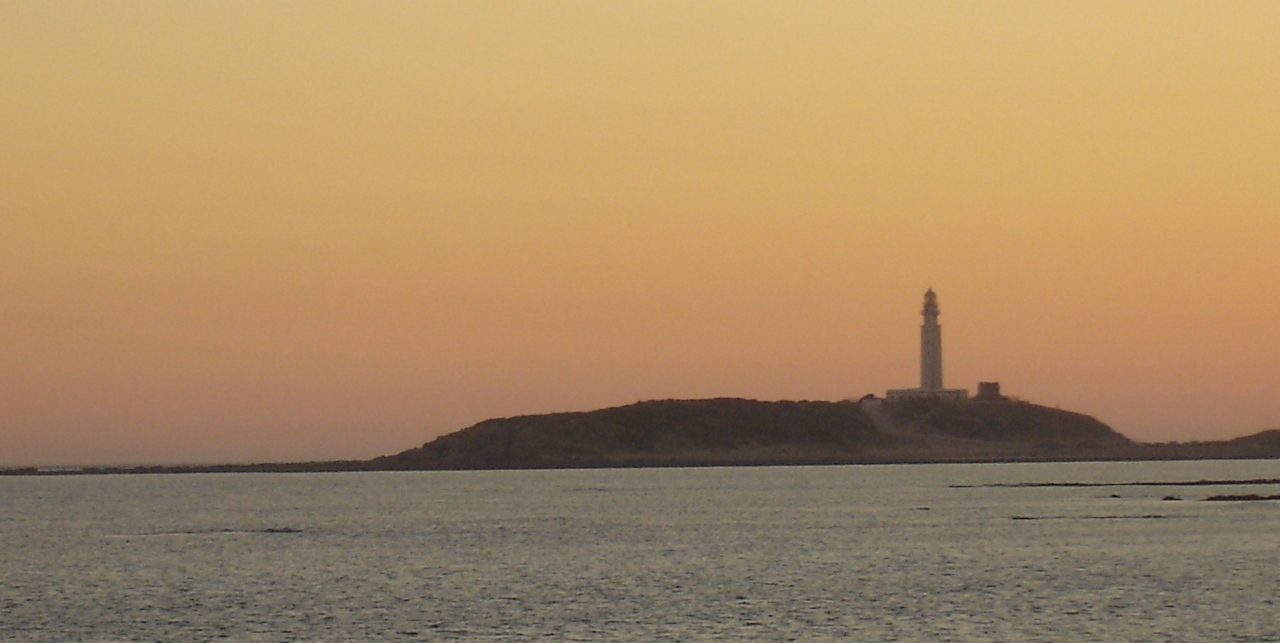
トラファルガー岬と灯台

トラファルガー岬（トラファルガーみさき、スペイン語: Cabo Trafalgar）は、スペイン南部のアンダルシア州カディス県にあり、大西洋に面する岬。カディスの南東約50kmに位置する。国際水路機関による定義ではトラファルガー岬と対岸のスパルテル岬を結ぶ線がジブラルタル海峡西端となっている。スペイン語音に近いトラファルガル岬の名前で呼ばれることもある（「トラファルガー」は英語読み）。
ナポレオン戦争中の1805年10月21日、この岬の西の海域でトラファルガーの海戦が行われ、ホレーショ・ネルソン提督率いる英国艦隊はフランス･スペインの連合艦隊を破って制海権を握り、ナポレオンの英国侵攻を阻止した。
この戦勝を記念して造られたのがロンドンのトラファルガー広場である。